# Делокалізований стан
Делокалізо́ваним ста́ном квантово-механічної частки називається такий стан у якому ймовірність перебування частки на як завгодно великій віддалі від будь-якої вибраної точки простору скінченна.
Делокалізовані стани описуються суттєво комплексними хвильовими функціями. Завдяки цій обставині делокалізовані стани заряджених часток дають вклад у електричний струм.

## Нормування
Оскільки квадрат модуля хвильової функції делокалізованого стану не спадає на нескінченості, нормування такої функції викликає певні складнощі. Існують два способи обійти цю проблему.
Один із способів полягає в накладанні періодичних граничних умов.
Інший спосіб — нормування на одиничний потік.

## Приклади
Вільна частка в порожнечі описується делокалізованим станом. Її хвильова функція має вигляд
{\displaystyle \psi (\mathbf {r} )=e^{i\mathbf {k} \mathbf {r} }},
де {\displaystyle \mathbf {k} =\mathbf {p} /\hbar }, {\displaystyle \mathbf {p} } — імпульс,
{\displaystyle \hbar } — приведена стала Планка.
Аналогічно, електронні стани ідеального кристалу є делокалізованими згідно з теоремою Блоха. Це стосується не тільки незаповнених станів у зоні провідності, а й заповнених станів у валентній зоні.